# Armorial Wijnbergen
Pour les articles homonymes, voir Wijnbergen.
L'Armorial Wijnbergen (du nom d'un de ses anciens possesseurs) est un armorial manuscrit français daté des années 1265-1285.

## Historique
Le manuscrit original doit son nom à son ancien propriétaire, le baron van Wijnberg. Il a été un temps conservé à la Société royale néerlandaise de généalogie et d'héraldique (nl) (en néerlandais : Koninklijk Nederlandsch Genootschap voor Geslacht en Wapenkunde), à La Haye. Il a depuis été récupéré par le baron et reste conservé au sein de la famille Wijnbergen.
Une copie est consultable à la Bibliothèque royale de Bruxelles.

## Contenu
Il se divise en deux parties :
- la première est un rôle d'armes des vassaux de l'Île-de-France sous le roi Saint-Louis, composé entre 1265 et 1270 (256 écus) ;
- la seconde, qui semble légèrement postérieure (vers 1270-1285), est un armorial des marches du Nord de la France, des Pays-Bas et de l'Allemagne, sous Philippe III le Hardi (1049 écus).

Ainsi les armoiries sont réparties de la manière suivante :
| Nos de folios | Fief                                                 |
| ------------- | ---------------------------------------------------- |
| 1 à 318       | Vassaux de l'Île-de-France (sous le roi Saint-Louis) |
| 319 à 462     | Duché de Normandie                                   |
| 495 à 516     | Poitou et Anjou                                      |
| 517 à 591     | Duché de Lorraine                                    |
| 592 à 759     | Allemagne (Saint-Empire romain germanique)           |
| 760 à 823     | Comté d'Artois                                       |
| 824 à 873     | Comté de Champagne                                   |
| 874 à 920     | Comté de Vermandois                                  |
| 921 à 1020    | Duché de Bretagne                                    |
| 1021 à 1082   | Beauvaisis                                           |
| 1083 à 1169   | Duché de Bourgogne                                   |
| 1170 à 1204   | Duché de Brabant                                     |
| 1205 à 1231   | Comté de Hainaut                                     |
| 1232 à 1256   | Comté de Flandre                                     |
| 1257 à 1312   | Rois                                                 |